# Alex Vandenbulcke
Alex Vandenbulcke (Izegem, 25 november 2001) is een Belgisch wielrenner die eind december 2024 prof werd bij Tarteletto-Isorex. Gekend als een attractieve aanvallende puncher.

## Biografie
Alex Vandenbulcke, is een profrenner uit Izegem. Momenteel (2025) rijdt hij voor het continentale team Tarteletto-Isorex. Hij debuteerde als nieuweling bij de Tieltse renners.
Bij de junioren was hij een van de betere Belgische renners. Hij behaalde vele dichte ereplaatsten in grote wedstrijden, zowel nationaal als internationaal. Hij was dan ook een certitude binnen het nationale team naast namen als Ilan Van Wilder en Remco Evenepoel.
Hij was een van de sterkste junioren op het WK 2019 in Harrogate, Yorkshire, in het Verenigd Koninkrijk en reed vele kilometers in de aanval.
Door studies en corona liep de overstap naar de U23 niet als verhoopt. In 2022 kwam Alex opnieuw aan de oppervlakte en behaalde brons op het Belgisch kampioenschap nadat hij 150 km in de aanval reed. Hij verhuisde van Basso Team Flanders naar het Continentale team van Peter Bauwens, Tarteletto-Isorex.
Nadat hij enkele opmerkelijke prestaties liet noteren in 2023 en vooral in de Ronde van Turkije sterk presteerde, bevestigde hij in 2024 met vele aanvalskilometers en knappe prestatie in de 2.Pro Tour of Hainan waar hij op de laatste dag pas de bergtrui verloor. Dit werd beloond met een profcontract in 2025 bij Tarteletto-Isorex.

## Resultaten in voornaamste wedstrijden
2018
2e GC Vuelta a Valladolid Junior  ESP
2e Omloop van Valkenswaard  NED
7e Classique Alpes Junior  FRA
9e Gent-Wevelgem NC Junior BEL
40e European Championship Road Race, Brno CZE
2019
2e Omloop der 3 Provincies  BEL
2e Tour Du Condroz BEL
3e Nokere Koerse Junior  BEL
4e Ronde van Vlaanderen U19  BEL
5e Belgisch Kampioenschap Vichte  BEL
7e GC Ster van Zuid-Limburg  BEL
43e World Championship Junior Harrogate  GBR
2022
 Belgisch kampioenschap U23  BEL
5e Memorial Bjorg Lambrecht  BEL
7e GP Color code  BEL
8e GC U23 road Series  BEL
2023
3e Schaal Schoeters Beveren BEL
2024
2e KOM Tour of Hainan 2.Pro  CHN
3e Internatie Reningelst  BEL
3e GP Jules van Hevel  BEL

## Ploegen
- 2019 –  Zannata Galloo Cycling Team
- 2020 –  EFC-L&R-Trek
- 2021 –  EFC-L&R-Trek
- 2022 –  Basso team Flanders
- 2023 –  Tarteletto-Isorex
- 2024 –  Tarteletto-Isorex
- 2025 –  Tarteletto-Isorex